# Veronesestraat
De Veronesestraat is een straat in Amsterdam-Zuid, Oud-Zuid, Apollobuurt.

## Geschiedenis en ligging
De straat kreeg haar naam per raadsbesluit van 22 april 1925; een vernoeming naar kunstschilder Paolo Veronese en daarmee ook indirect een vernoeming naar de Italiaanse stad Verona. Het straatje ligt ingeklemd tussen de Raphaëlstraat en Michelangelostraat. Ze loopt van oost naar west en parallel aan de Gerrit van der Veenstraat. Tussen de Veronastraat en de Gerrit van der Veenstraat ligt het Veroneseplantsoen.
Ellen Danby bracht hier haar vroege jeugd door (huisnummer 3).

## Gebouwen
Er staan maar twee gebouwen aan de straat. Ze zijn genummerd 1,2 en 3,4 en vormen de noordelijke gevelwand van de straat. Die gebouwen maken deel uit van een soort hofje rondom een binentuin met in- en uitgang aan de Veronesestraat, maar adressen aan de Raphaëlstraat (11-15), Michelangelostraat (10-14) en Titiaanstraat (1-13). Het C-vormig blok is rond 1929 gebouwd naar een ontwerp van Eduard Cuypers of zijn medewerkers Klazienis van Geijn en H.J.A. Bijlaard. Zij ontwierpen voor hier woningen in een verstrakte variant van de Amsterdamse School; hetgeen in de symmetrie is terug te vinden, maar bijvoorbeeld ook in de afbeelding van de huisnummers. Die in- en uitgang naar de straat is opgeluisterd door metsel- en smeedijzer werk uit dezelfde bouwstijl. De poort daarin is echter in 1964 vernieuwd.
In de straat is geen kunst in de openbare ruimte te vinden.

## Afbeeldingen

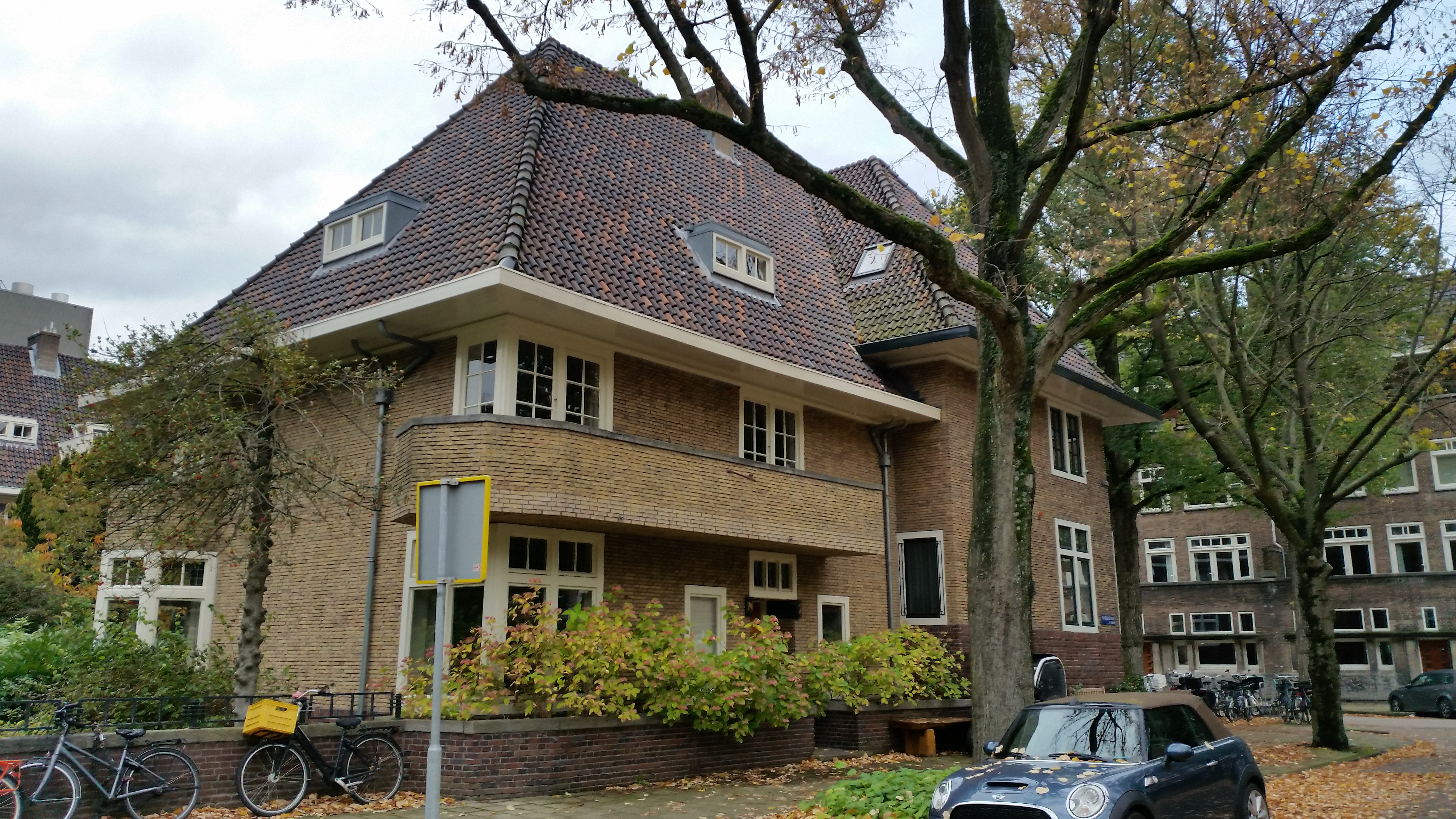
Veronesestraat 1 en 2 (vrnl; november 2019)
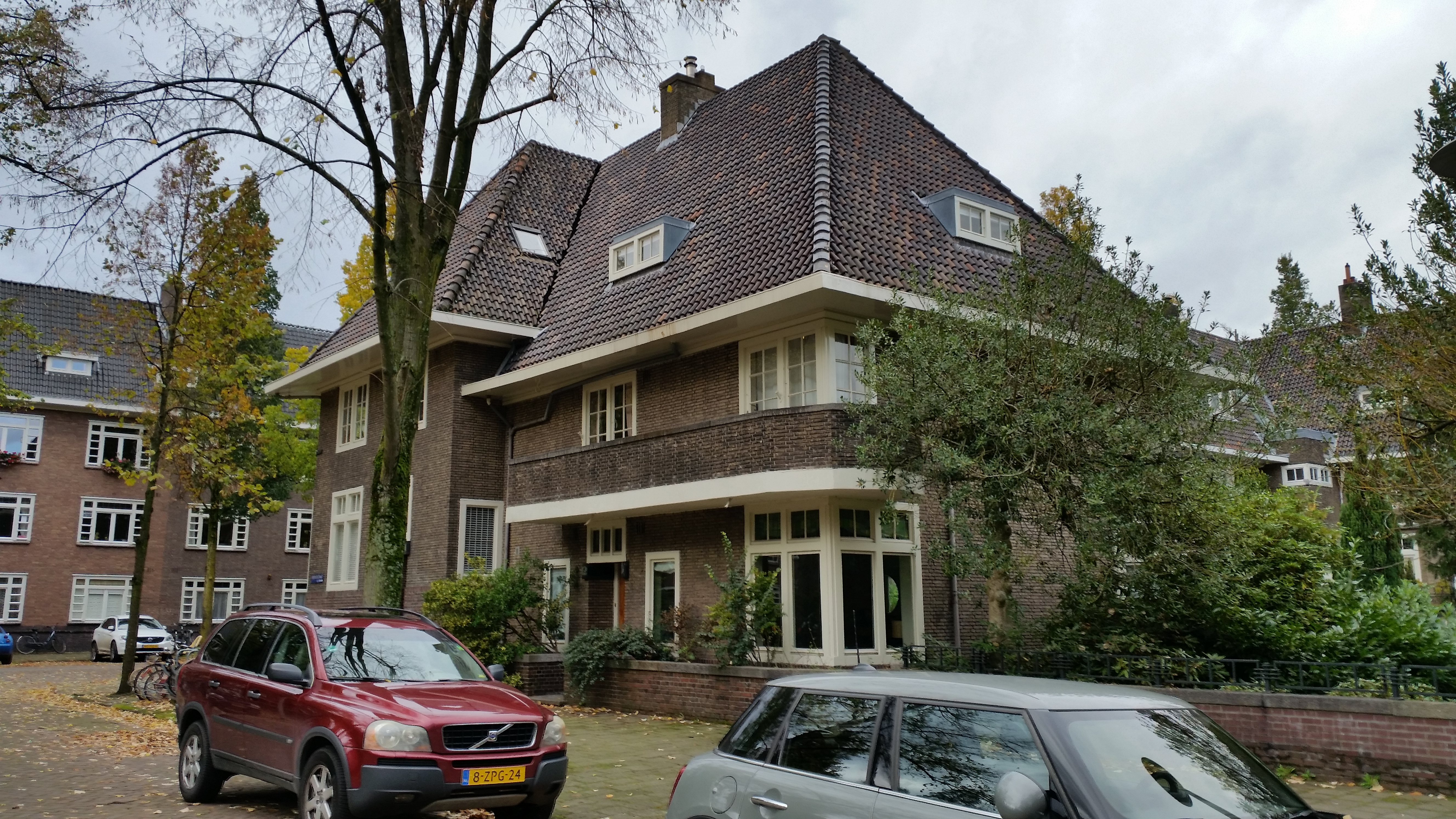
Veronesestraat 3 en 4 (vrnl; november 2019)
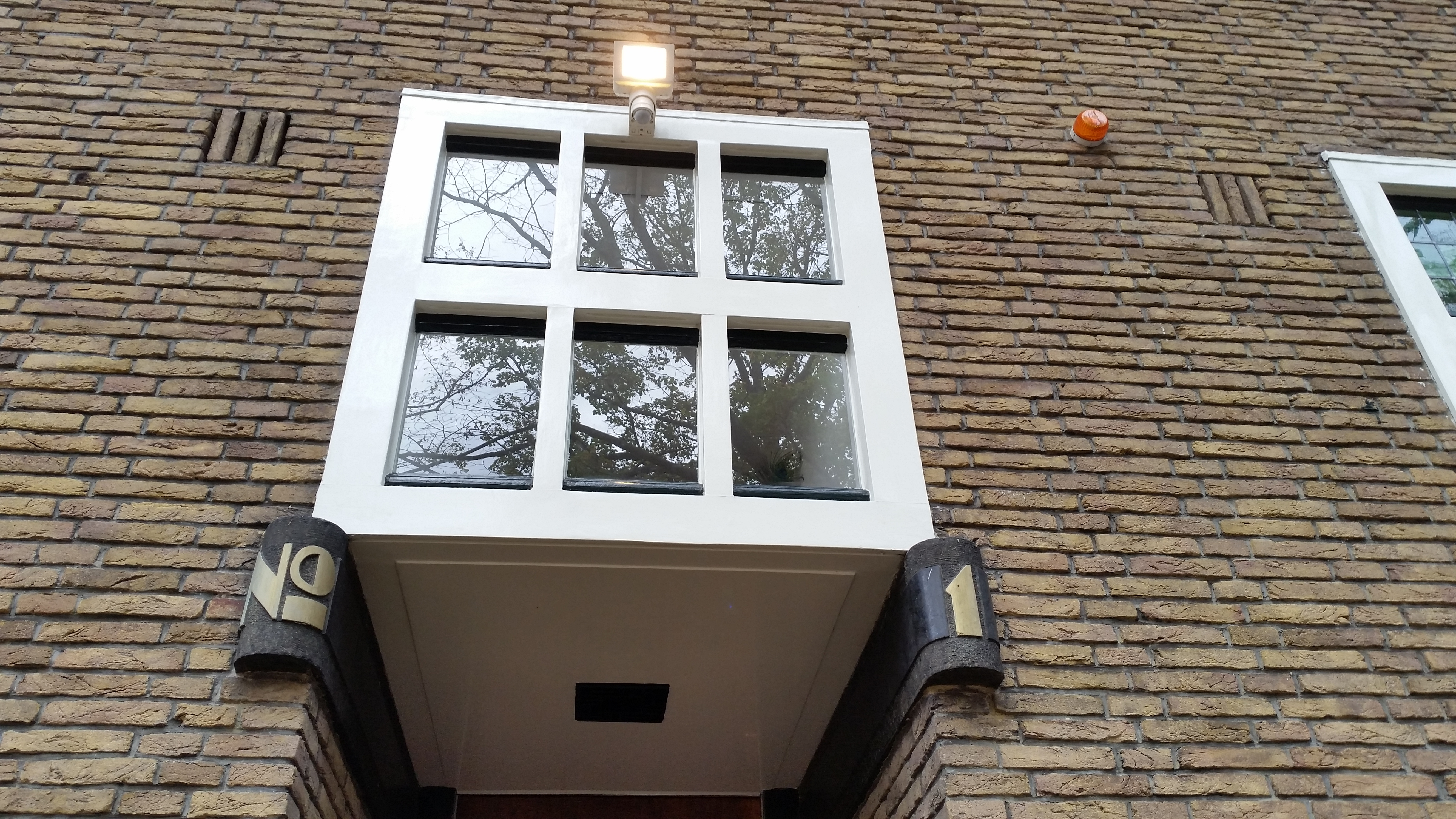
Veronesestraat 1 (november 2019)